# 두샨 사비치
두샨 사비치(마케도니아어: Душaн Caвиќ, 1985년 10월 1일 ~ )는 마케도니아 공화국의 축구 선수이다.